# 腐植酸
腐植酸（, 缩写：HA），又称胡敏酸，是一种天然有机高分子化合物，是腐殖质的主要组成部分。腐植酸不是一个单一的酸，而是一个复杂的含有羧基、酚羟基等官能团的混合物，所以该混合物表现出二元酸或偶尔三元酸的性质。腐植酸在自然界中通常与离子形成络合物。

## 形成和来源

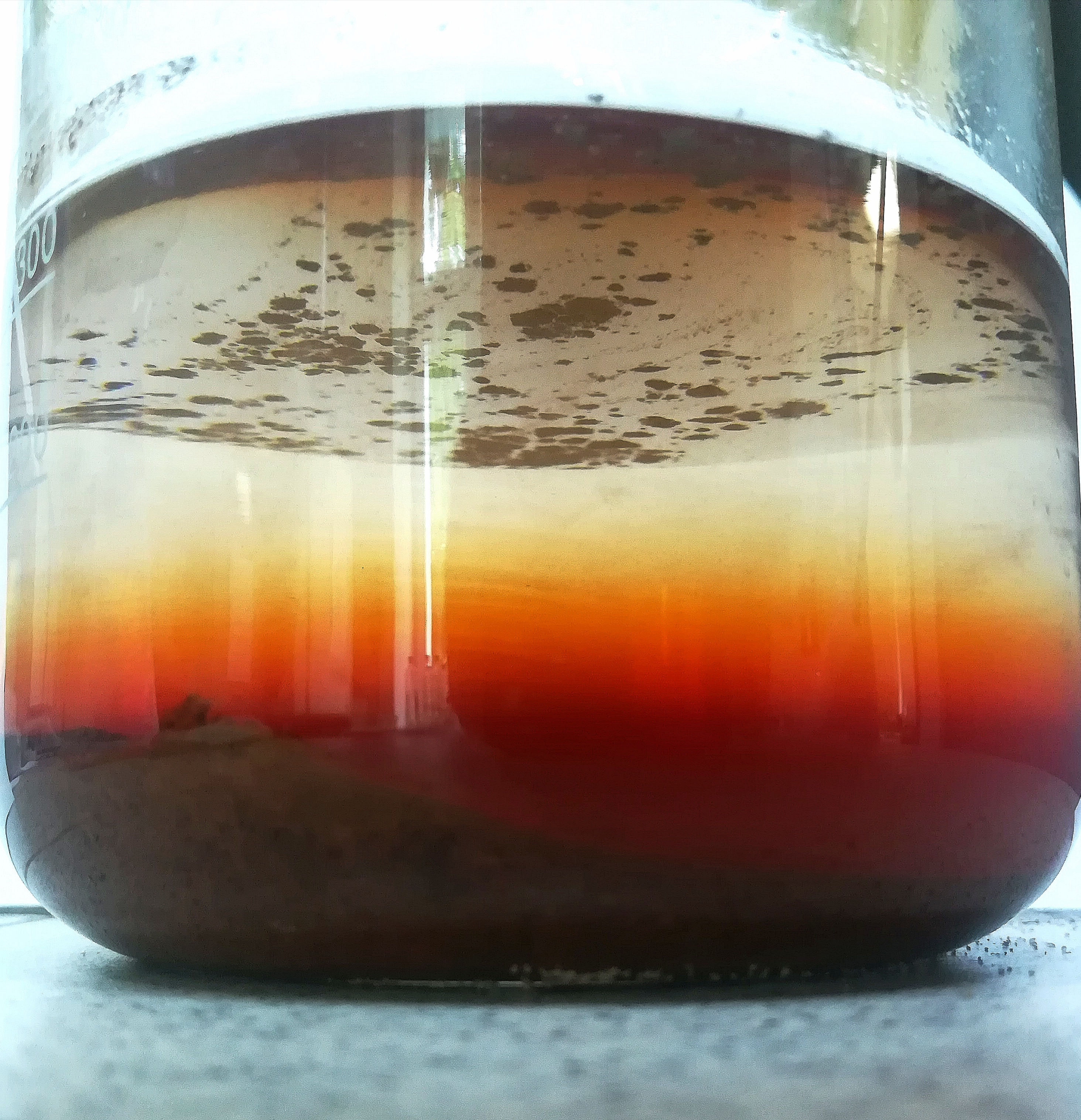
从土壤中提取的腐植酸

腐植质由死亡生物物质，如木质素，经微生物降解产生，难以进一步降解。其特定的性能和结构取决于给定样本从水或土壤源中提取时的具体条件。然而，虽然腐植质的来源不同，性能却非常相似。腐植质在土壤和沉积物中可分为三个主要部分：胡敏酸（Humic acid，HA），黄腐酸（fulvic acid, FA）和胡敏素（humin, HM）。其中胡敏酸溶于碱不溶于酸；黄腐酸溶于碱和酸；而胡敏素不溶于碱和酸。
商业腐植酸主要有两种来源：一种是从褐煤、风化煤和泥炭等原料中提取的，称为矿源腐植酸；另一种则以动植物残骸、有机废物和动物粪便等生物质为原料，通过生物或非生物手段将其分解转化而成，称为生物腐植酸，其性质与矿源腐植酸相似。由于天然腐植酸的形成漫长且复杂，因此采用人工方法合成生物腐植酸被认为是一种良好的增值方法。

## 结构

一个典型的例子胡敏酸，有一个包括醌，苯酚，邻苯二酚和糖基各种成分

腐植酸是一种带电的、复杂的高分子多相胶态混合物。其组成和结构受到来源、气候、形成时间等多种因素的影响，因此不同来源或合成方法得到的腐植酸具有不同的元素组成、结构和多相分子组成。
虽然不同来源的腐植酸具有一定差异，但整体上具有相似的分子结构和性质。分子量大概在0.3~100 kDa之间，其主要元素组成为碳、氢、氧，同时含有微量元素如镁、铁、钙、钾等。腐植酸的分子单体以芳香环为核心，含有多种活性基团，如羧基、醇羟基、酚羟基、甲氧基、羰基等，并与侧链上的多肽或脂族基团相连接。

## 功能
腐植酸的多样性结构决定了其多样的物理化学性质。其具有抗氧化、离子交换、络合、抗菌、吸附和氧化还原等特性，可与重金属、放射性元素、农药、染料等发生化学反应，从而降低毒性、减轻污染，具有环境保护和土壤修复功能。
腐植酸分子具有丰富的羟基、羧基等官能团，赋予其良好的亲水性。这些官能团使腐植酸能够与水分子发生氢键作用，形成溶液。其亲水性有助于促进土壤颗粒的团聚和聚集，提高土壤的结构稳定性，并改善土壤的透水性和保水性。
腐植酸分子中的羧基、酚羟基等官能团具有良好的络合能力，可与金属离子形成络合物。这种络合作用能够改变土壤中金属离子的活性和可溶性，减少金属的毒性。同时，腐植酸的络合作用还能促进营养元素的释放和供应，提高土壤肥力，促进植物的生长发育。
腐植酸分子表面带有大量负电荷，具有良好的离子交换能力，可以增加土壤的离子交换容量，提高土壤的肥力和养分保持能力。此外，腐植酸还能吸附和解吸植物营养元素，调节土壤中营养元素的有效性和可利用性；同时降低土壤中有害物质的毒性，减少污染物的迁移和扩散；还能稳定土壤中的养分和水分，减少养分的流失和水分的蒸发。

## 制备
微生物分解法
利用真菌、细菌等微生物的分解转化能力对原料进行降解，从而提取腐植酸。
水热法
利用高温液态水作为反应介质和反应物，以加速有机物的溶解和转化。
催化/氧化法
利用催化剂或氧化剂对原料进行处理，促进大分子链结构向小分子链的转化，从而提高腐植酸产量。氧化剂如硝酸和过氧化氢，以及催化剂如铁等过渡金属催化剂。
热解法
在无氧或少量空气的条件下，通过热化学转化，将有机物转变为气、液、固三相产物，调节热解条件可以控制产物的性质和产率。

## 应用
腐植酸作为土壤改良剂，能够改善土壤结构，提高养分利用效率，并促进土壤微生物活性。同时，腐植酸还能刺激种子萌发和植物生长，增加根系生长，提高植物吸收水分和养分的能力，从而提高作物产量和品质。
在工业领域，腐植酸盐钻井助剂以其优异的亲水、络合和分散特性，被广泛应用于降滤失、降黏和页岩抑制等方面。此外，经过改性的腐植酸还可以用作陶瓷减水剂和水煤浆分散剂，具有良好的性能和环保特性。
腐植酸在医学领域具有抗炎、抗氧化、抗病毒和抗癌等作用。其结构特性决定了其在药物中的广泛应用，能够有效治疗类风湿性关节炎、湿疹、过敏性鼻炎等炎症性疾病，同时也被用于预防和治疗癌症和病毒性疾病。
在环保领域，腐植酸作为吸附剂，能够去除水体中的阳离子和有机污染物，同时也能与重金属形成络合物，从而降低其对环境的危害。此外，腐植酸还能促进土壤微生物活性，提高土壤中重金属的固定化效果。
腐植酸还被应用于新型电极材料的制备中，如钠/锂离子电池和超级电容器。腐植酸制备的电极材料具有成本低廉、环境友好的特点，并且在电池和超级电容器中表现出优异的性能。